# Ermogeniano
Aurelio Ermogeniano (III secolo – IV secolo) è stato un giurista romano.
Funzionario di Diocleziano, fu autore di una raccolta di 6 libri (Iuris epitomae) e, probabilmente, del codice Ermogeniano.